# Marków (potok)
Marków, Marków Potok – jeden z wielu potoków w masywie Babiej Góry w Beskidzie Żywiecko-Orawskim. Znajduje się w zlewni rzeki Skawica. Ma źródła na wysokości około 1300 m, na północnych stokach przełęczy Brona. Spływa przez zalesione tereny Babiogórskiego Parku Narodowego, przecinając Górny Płaj, a w dolnej części płynie przez bezleśne i zabudowane obszary miejscowości Zawoja. Uchodzi do Jałowieckiego Potoku jako jego prawy dopływ. Marków Potok ma kilka dopływów: Cylowy Potok, Szumiąca Woda, Barańcowy Potok i Dejakowy Potok. Z północnych stoków Małej Babiej Góry spływa jeszcze jeden, niewielki dopływ przecinający zachodnią część Górnego Płaju. W jego źródliskach powstało w 1962 wielkie osuwisko zwane Zerwą Cylową. Spowodowało ono naruszenie stosunków wodnych w tym miejscu i obumieranie lasu na Klinie. Bezpośrednio po wystąpieniu osuwiska dopływ Markowego Potoku zanikł, obecnie odradza się, ale jako kilka odrębnych cieków.
W dolinie Markowego rośnie rzadki w Polsce gatunek rośliny – okrzyn jeleni, będący godłem Babiogórskiego Parku Narodowego. W korycie Markowego Potoku można obserwować duże odsłonięcia fliszu karpackiego (np. koło Małych Widełek). Wzdłuż Markowego Potoku prowadzi znakowany szlak turystyki pieszej.
Zlewnia potoku znajduje się w całości w granicach wsi Zawoja w województwie małopolskim, w powiecie suskim, w gminie Zawoja.
Szlak turystyczny
 Zawoja Górna (Składy) – Markowa – Schronisko PTTK na Markowych Szczawinach. 5 km